# Langues mumuye
Les langues mumuye sont un groupe de langues adamaoua,. Elles sont parlées au Nigeria.